# Mitri (cognome)
Mitri è un cognome di lingua italiana.

## Varianti
De Mitri, De Mitris, Demetri, Demetria, Demetrio, Demitri, Di Mitri, Dimitri, Mitro.

## Origine e diffusione
Cognome tipicamente meridionale, è presente prevalentemente in Salento e in Friuli-Venezia Giulia.
Potrebbe derivare dal prenome Demetrio.

## Persone
- Leonardo De Mitri (1914-1956) – regista e sceneggiatore italiano
- Luigi De Mitri (1943) – pittore, scultore e storico dell'arte italiano
- Tiberio Mitri (1926-2001) – pugile e attore cinematografico italiano